# Ashraf Pahlavi

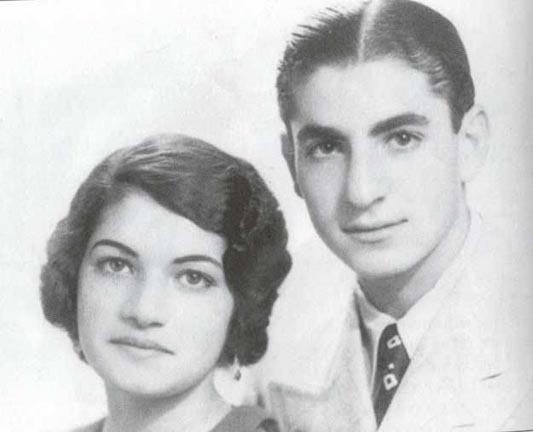
Ashraf Pahlavi och hennes tvillingbror Mohammad Reza Pahlavi, shahen av Iran.

Ashraf Pahlavi, född 26 oktober 1919 i Teheran, död 7 januari 2016 i Monte Carlo i Monaco, var en iransk prinsessa, dotter till Reza Shah Pahlavi och Tadj ol-Molouk samt tvilling till Mohammad Reza shah Pahlavi. Hon var politiskt engagerad under sin brors regeringstid och är känd för sin medverkan i Statskuppen i Iran 1953.

## Biografi

### Under sin fars regering
Ashraf Pahlavi stod 1932 formellt värd för Second Eastern Women's Congress i Teheran. 
Hon blev, tillsammans med sin mor och syster, de första offentliga förebilderna för  avskaffandet av slöjan i Iran, då de år 1936 visade sig offentligt utan den.
Hon tilläts inte studera på universitetet, utan gifte sig 1937 för första gången med en man vars familj var allierad med hennes fars. Hon skilde sig och gifte om sig ytterligare två gånger. 

### Under sin brors regering
1941 blev hennes bror monark. Hon hade ett nära och förtroendefullt förhållande till sin bror shahen, och ansågs vara den enda som kunde utöva inflytande över honom. Hon agerade som hans rådgivare och har ibland kallats för hans makt bakom tronen. 
När shahen år 1953 initialt tvekade att ge sitt godkännande till en statskupp mot premiärminister Mohammad Mosaddegh, övertalades hon av CIA till att i sin tur övertala sin bror att gå med på den. Hon uppges ha blivit erbjuden en blancocheck i utbyte. 
Ashraf Pahlavi hade till skillnad från sin syster Shams en tydlig offentlig profil och engagerade sig politiskt i särskilt kvinnors rättigheter. Hon var beskyddare och hedersordförande för Women's Organization of Iran 1967-1979. Hon var Irans delegat till FN:s kommission för mänskliga rättigheter 1967, och Internationella kvinnoåret 1975. Hon mottog internationell kritik 1976, då det påpekades att hon talade för kvinnors rättigheter samtidigt som så många kvinnor satt fängslade för politiska brott i Iran. 
Hon utsattes 1977 för ett attentatsförsök på franska rivieran, där hennes bil utsattes för skottlossning. Hennes hovdam dödades, men hon själv klarade sig oskadd. 
Ashraf Pahlavi levde tidvis i Frankrike och USA, och tillbringade mycket av sin tid i Monte Carlo.

### Exil och död
Hon levde permanent i exil efter den iranska revolutionen 1979. Hon engagerade sig aktivt för sin brors räkning efter revolutionen. Hon försökte använda sina amerikanska kontakter för att göra det möjligt för hennes bror shahen att få bo i USA, och kritiserade president Jimmy Carter för bristande stöd mot revolutionens offer.  
Pahlavi anklagades efter revolutionen för ekonomiska oegentligheter i sin egenskap av företrädare för ett flertal organisationer och föreningar.[källa behövs] Hon har anklagats för att ha varit inblandad i bland annat narkotikahandel och kontakter med kriminella. Dessa anklagelser har förnekats och aldrig blivit bevisade.[källa behövs]
Hon har publicerat sina memoarer: Faces in a Mirror: Memoirs from Exile (1980) och Time for Truth (1995). Memoarerna har blivit kritiserade för att vara extremt partiska med huvudsyftet att försvara sig själv och kungafamiljen mot kritik.